# 利根健太朗と折戸マリの赤坂That's団!
利根健太朗と折戸マリの赤坂That’s団! （とねけんたろうとおりとマリのあかさかザッツだん!）は、声優の利根健太朗 、折戸マリがパーソナリティを務めたインターネットラジオ番組。公式の略称は「That’s団」。らじこんにて毎週金曜日に配信された。

## 概要
2012年8月3日、「らじこん」にて配信開始。過去には公開録音も行われていた。初回放送は「お試し版!」として無料でダウンロードできる。オープニングでは、毎回折戸の即興オリジナルソング（利根はコーラスとして参加）を歌っている。原則、番組プロデューサーから手渡される「指令」には従わなくてはならない。

### 配信日
- 2012年8月3日 - 2015年3月
- 毎週金曜日更新

## 番組コーナー
ふつおたのコーナー
ふつおた（普通のお便り）を紹介するコーナー。
メッセージテーマのコーナー
毎月、利根、折戸それぞれがメールテーマを発表、リスナーからテーマに沿ったメールを募集し、その総数を競うコーナー。少なかったテーマの提案者には罰ゲームが与えられる。
折戸センセイの占い
エンディングで行われる折戸の即興占いのコーナー。

## ゲスト
- 第8回（2012年9月21日配信）TBS情報キャスター楠田絵美
- 第9回（2012年9月28日）久ヶ沢徹
- 第13回（2012年10月26日）高城元気
- 第16回、第17回（2012年11月16日、23日） 山口清裕、岩澤俊樹
- 第22回（2012年12月28日）豊口めぐみ、野坂実
- 第26回（2013年1月25日）レーシングドライバー松田次生、F1中継解説者小倉茂徳
- 第41回（2013年5月10日）間島淳司
- 第54回、第55回（2013年8月9日、16日）木村亮俊
- 第56回、第57回（2013年8月23日、30日）（公開収録）牧ちひろ、伊達忠智
- 第72回、第73回、第74回（2013年12月13日、20日、27日）F1中継解説者小倉茂徳